# Tommy Hutchison
Thomas "Tommy" Hutchison (Cardenden, 22 de setembro de 1947) é um ex-futebolista e treinador de futebol escocês que jogava como meio-campista.

## Carreira
Tommy Hutchison competiu na Copa do Mundo FIFA de 1974, sediada na Alemanha, na qual a seleção de seu país terminou na 9º colocação dentre os 16 participantes.
Em clubes, iniciou a carreira no Alloa Athletic, em 1965. Passaria ainda por Blackpool, Coventry City, Seattle Sounders (por empréstimo), Manchester City, Bulova (Hong Kong), Burnley e Swansea City, onde também acumulou a função de técnico na temporada 1985–86.
Hutchison encerrou a carreira em 1994, aos 46 anos de idade, enquanto atuava no Merthyr Tydfil. Em 29 anos, jogou 983 partidas e marcou 61 gols - somando todas as competições, foram 1.001 jogos e 67 gols marcados.
Blackpool
- Torneio Anglo-Italiano: 1971

Seattle Sounders
- North American Soccer League (Conferência Oeste): 1980

Bulova
- Copa FA de Hong Kong: 1983
- Viceroy Cup: 1983

Swansea City
- Welsh Cup: 1988–89